# ネーミナータ

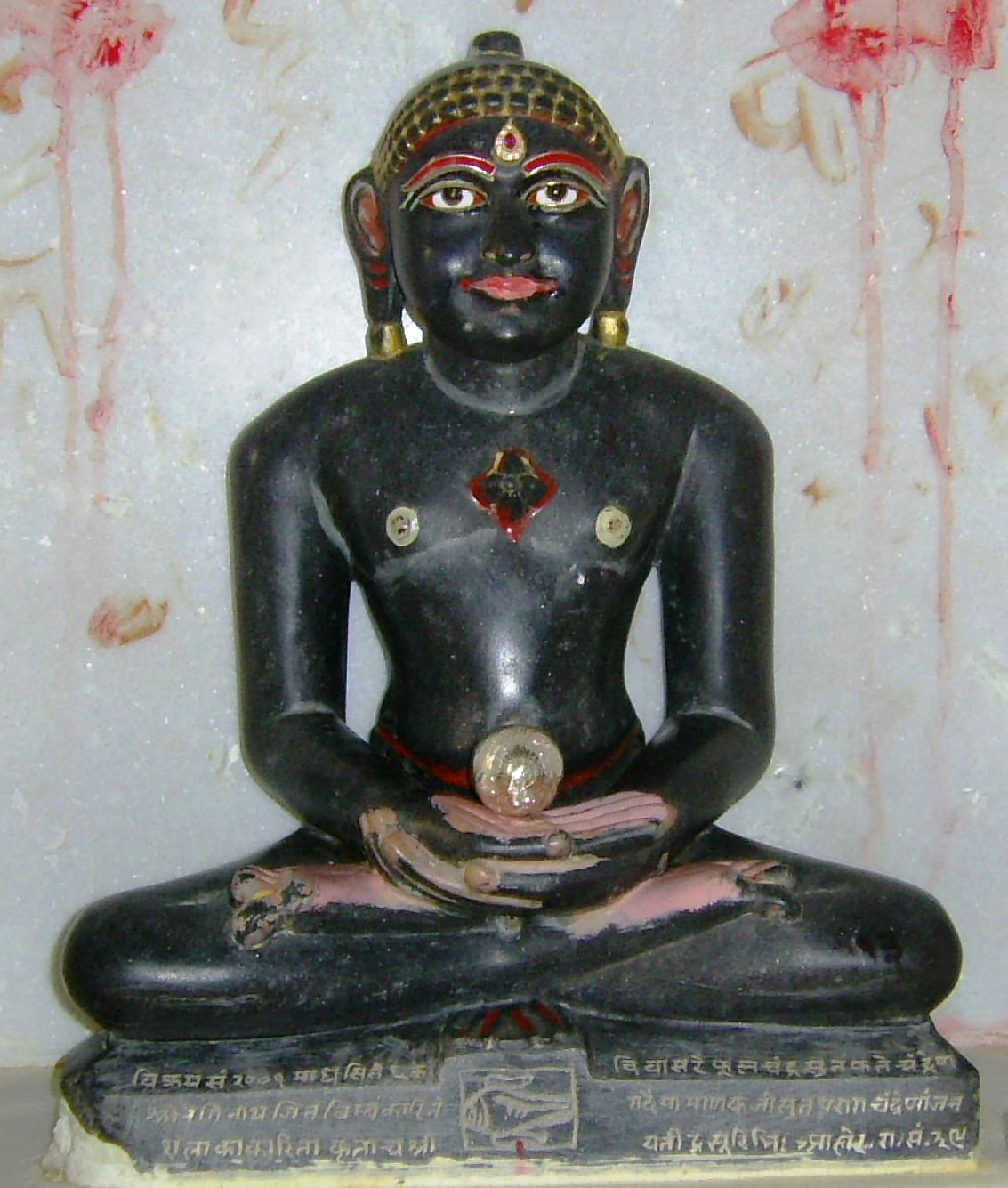
ネーミナータ座像、ラージャスターン州ジャーロール

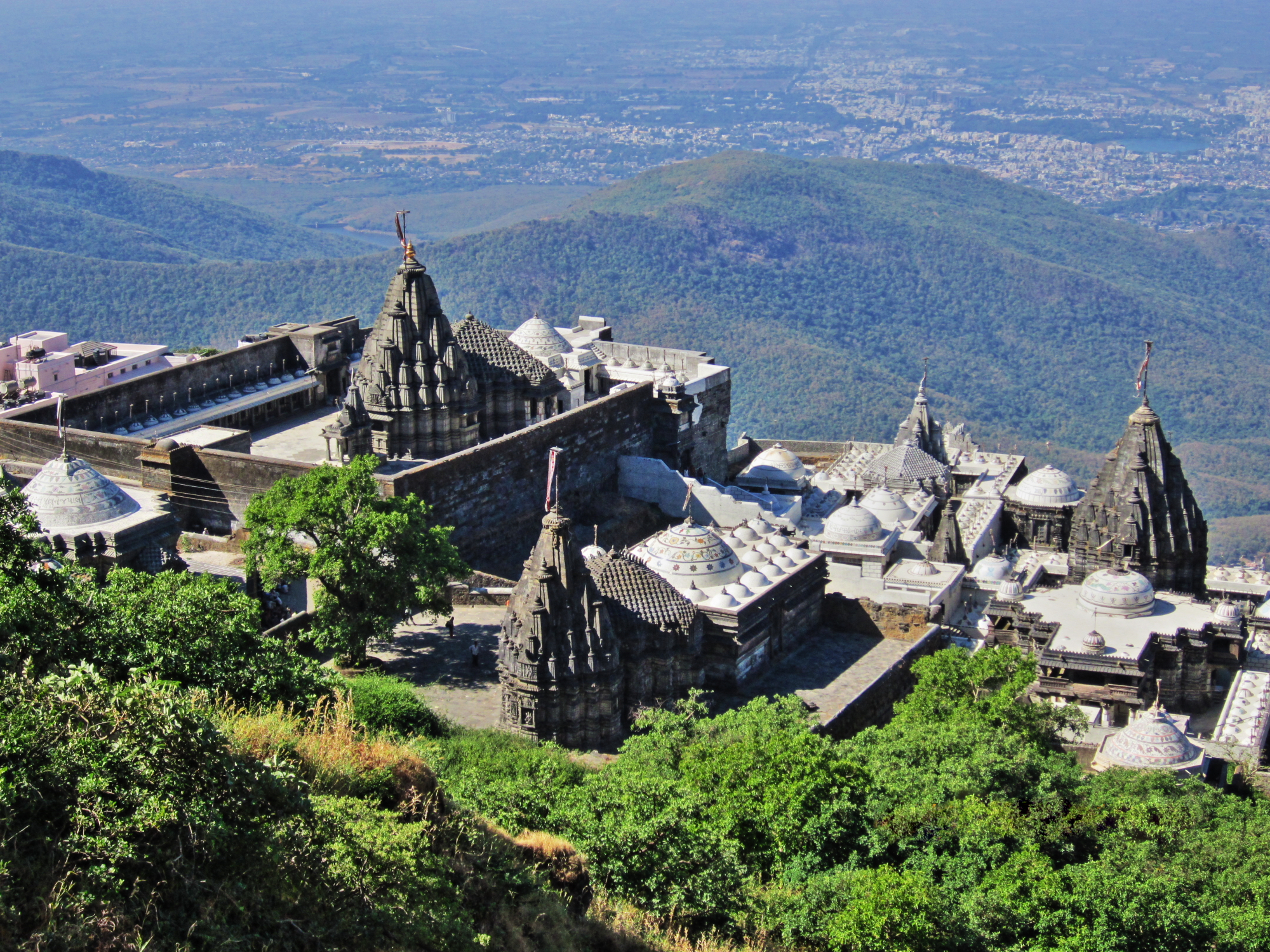
ギルナールのジャイナ教寺院

ネーミナータ（サンスクリット: नेमिनाथ Neminātha）、アリシュタネーミ、または単にネーミは、ジャイナ教のティールタンカラのひとりで、現在の世界の相（アヴァサルピニー）において出現した24人のティールタンカラのうちの22番目にあたる。23番目のティールタンカラであるパールシュヴァが実在の人物とされるのに対し、ネーミナータは歴史上の人物とは考えられていない。
伝承によればネーミナータはクリシュナのいとこであり、黒い肌や、法螺貝を象徴物とすることなど、クリシュナと似た属性を持っている。
ネーミナータにまつわるグジャラート州ギルナール山はジャイナ教の聖地とされる。

## 概要
『カルパ・スートラ』によるネーミナータの事績は、マハーヴィーラの事績から固有名詞や年月を入れかえただけの簡単なものに過ぎないが、それによるとネーミナータはシャウリプラにおいてサムドラヴィジャヤ王とその妃のシヴァーから生まれた。ドヴァーラヴァティー（ドヴァーラカー）の無憂樹のもとで出家した後、ギルナール山頂のベンガルボダイジュの下で完全智を得た。教えを説いた後、ギルナール山頂において1000歳で没し、ニルヴァーナを得た。
ヘーマチャンドラの『トリシャシュティ・シャラーカー・プルシャ・チャリタ』（63偉人伝）によれば、ネーミナータはクリシュナのいとこ（ネーミナータの父のサムドラヴィジャヤとクリシュナの父のヴァスデーヴァが兄弟）であった。クリシュナの世話によってネーミナータはドヴァーラカー王の娘のラージャマティーと結婚することになったが、結婚式のために動物が殺されるのを見て動物に同情し、結婚式から去って出家した。